# Classification de Langlands
En mathématiques, la classification de Langlands est une description des représentations irréductibles d'un groupe de Lie réductif G, proposée par Robert Langlands (1973). Il existe deux versions légèrement différentes de la classification de Langlands. L'une décrit les (g,K)-modules irréductibles admissibles, pour g l'algèbre de Lie d'un groupe de Lie réductif G, de sous-groupe compact maximal K, en termes de représentations tempérées de groupes plus petits. Les représentations tempérées ont été à leur tour classées par Anthony Knapp et Gregg Zuckerman. L'autre version de la classification de Langlands regroupe les représentations irréductibles en L-paquets et classe les L-paquets en termes de certains homomorphismes du groupe de Weil de R ou C dans le groupe dual de Langlands.

## Notations
- G est un groupe de Lie dans la classe de Harish-Chandra ;
- g est l'algèbre de Lie de G ;
- K est un sous-groupe compact maximal de G, avec pour algèbre de Lie k ;
- ω est une involution de Cartan de G qui fixe K ;
- p est l'espace propre de valeur propre −1 de l'involution de Cartan correspondante de g ;
- a est un sous-espace abélien maximal de p ;
- Σ est le système de racines de a dans g ;
- Δ est un ensemble de racines simples de Σ.

## Classification
La classification de Langlands stipule que les représentations admissibles irréductibles de (g,K) sont paramétrées par des triplets
(F, σ, λ)
où
- F est un sous-ensemble de Δ ;
- Q est le sous-groupe parabolique standard de F, avec pour décomposition de Langlands Q = MAN ;
- σ est une représentation tempérée irréductible du groupe de Lie semi-simple M (définie à isomorphisme près) ;
- λ est un élément de Hom(aF, C) tel que α(Re(λ)) > 0 pour toute racine simple α qui n'est pas dans F.

Plus précisément, la représentation admissible irréductible donnée par les données ci-dessus est l'unique quotient irréductible d'une représentation induite paraboliquement.
Pour un exemple de la classification de Langlands, voir la théorie des représentations de SL2(R).

## Variantes
Il existe plusieurs variantes mineures de la classification de Langlands. Par exemple :
- au lieu de prendre un quotient irréductible, on peut prendre un sous-module irréductible ;
- puisque les représentations tempérées sont elles-mêmes décrites comme certaines représentations induites à partir de séries discrètes ou de limites de représentations de séries discrètes, on peut faire les deux inductions à la fois et obtenir une classification de Langlands paramétrée par des séries discrètes ou des représentations limites de séries discrètes au lieu de représentations tempérées ; l'inconvénient de procéder de la sorte est qu'il est difficile de décider quand deux représentations irréductibles sont les mêmes.